# Fruits confits d'Apt
Les fruits confits d'Apt sont une confiserie qui doit son essor, dès le XIVe siècle, à la papauté d'Avignon. La gamme de ces fruits confits va des cerises, melons, abricots, figues, poires, prunes, clémentines, à l'angélique, en passant par les écorces d'orange et de citron, le cédrat et l'ananas.

## Historique
Peu après son élection, Clément VI fut reçu par le cardinal Annibal de Ceccano, dans sa résidence de Gentilly, à Sorgues. Un chroniqueur florentin, présent lors de cette réception, nota : « Le festin se termina par un concert. Au dessert, on apporta deux arbres, l'un qui semblait en argent, garni de pommes, de poires, de figues, de pêches et de raisins d'or ; l'autre, vert comme un laurier, garni de fruits confits multicolores. »
En 1348, Clément VI donna la charge d'excouyero in confissarias (« écuyer en confiseries ») au confiseur aptésien, Auzias Maseta. En 1365, les consuls d'Apt offrirent des fruits confits, dits alors « confitures sèches », à Urbain V, venu dans leur ville se recueillir sur le tombeau de son parrain, Elzéar de Sabran.
En 1752, la commune d'Apt ne comptait que six pâtissiers confiseurs.
La ville d'Apt est considérée comme la capitale mondiale du fruit confit. Dans les années 1960, l'usine de fruits confits Apt-Union regroupa les six grandes firmes industrielles et les quatre entreprises artisanales de la ville. La production des fruits confits d'Apt, exportée dans le monde entier, fournissait un emploi à près de 50 % de sa population active.

## Production et variétés

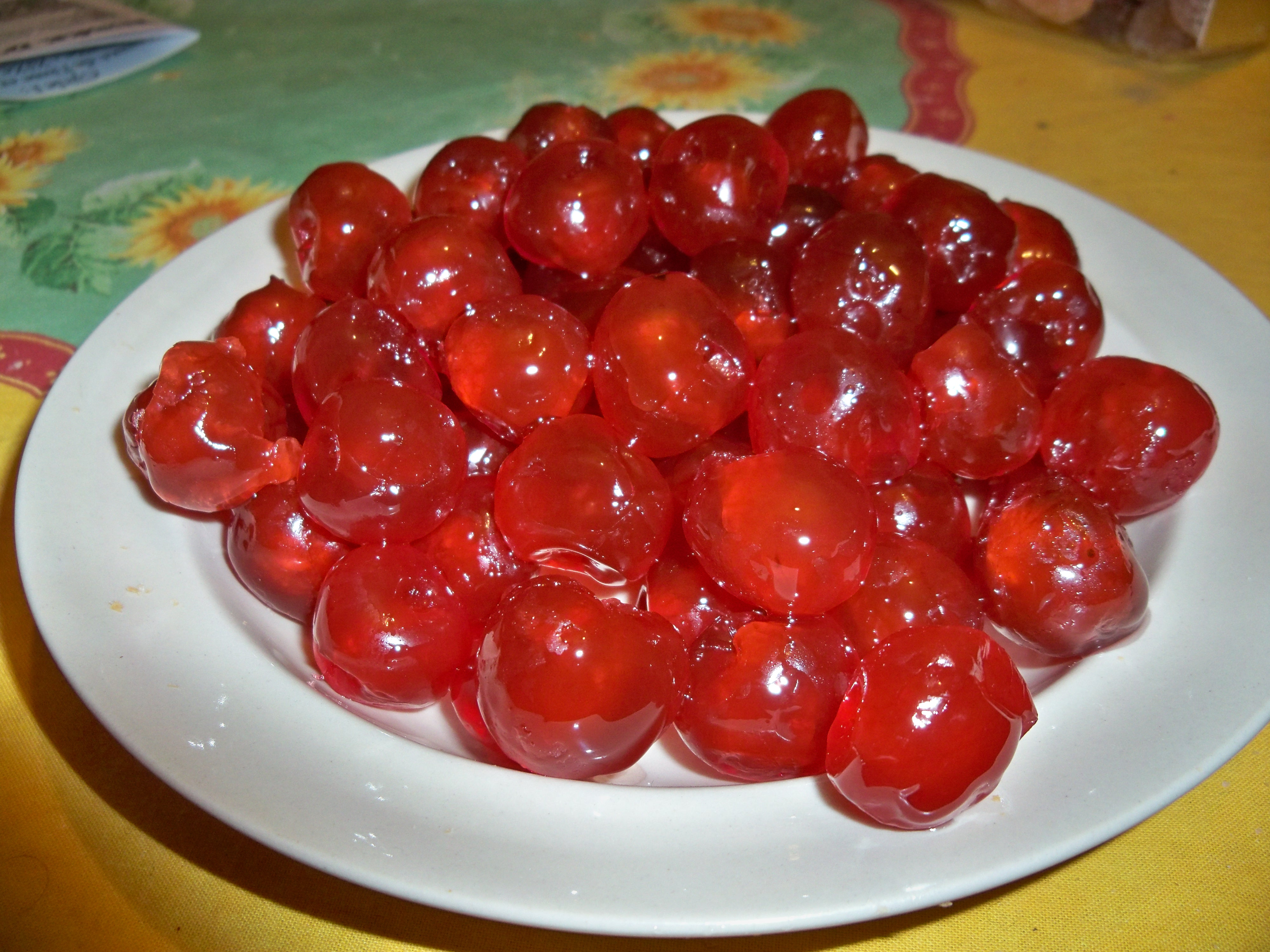
Cerises confites

Aujourd'hui, les fruits confits d'Apt, confiseries glacées au sucre, sont utilisés en pâtisserie pour la décoration des gâteaux. La préparation consiste à remplacer, par osmose, l’eau du fruit par du sucre qui en assurera la conservation. La production est essentiellement faite avec des cerises, melons, abricots, figues, poires, prunes, clémentines, ainsi que de l'angélique, faite à partir de la tige épaisse de cette plante, des écorces d'orange et de citron, du cédrat ou de l'ananas,.
La fabrication du fruit confit d'Apt est inscrite à l'inventaire du patrimoine culturel immatériel en France depuis 2018.

## Fabrication
À Apt, la fabrication des fruits suit les étapes suivantes :
- Blanchiment : chauffage du fruit pour faire éclater les parois du fruit et faciliter le passage du sucre. Si les fruits sont décolorés par le processus, on procède à une coloration lors de la même opération.
- Confisage : transfert des fruits dans un bac contenant du sirop. Les fruits sont recouverts d'une toile de jute humectée d'eau légèrement soufrée. Le bac est ensuite étuvé dans un local chauffé à 70o Celsius.
- Chaîne de confisage : les bacs sont reliés entre eux afin de faire circuler de l'un à l'autre du sirop de moins en moins concentré. Il faut 9 jours pour confire le fruit.
- Stockage et égouttage : les fruits sont ensuite placés dans un local moins chaud où ils continuent de se remplir de sucre avant d'être égouttés.
- Tri : élimination des déchets, des noyaux et des fruits abîmés.
- Glaçage : enrobage des fruits d'un fine pellicule de sucre glace.
- Séchage : refroidissement et séchage du sucre.
- Emballage et étiquetage : divers contenants, identifiés à Apt par une étiquette artistique[7].

## Patrimoine industriel
Le musée de l'aventure industrielle, place du Postel, à Apt, expose une collection d'étiquettes anciennes de fruits confits, de boîtes d'emballage, de matériel de fabrication des anciennes usines, ainsi que des machines utilisées dans la confiserie.

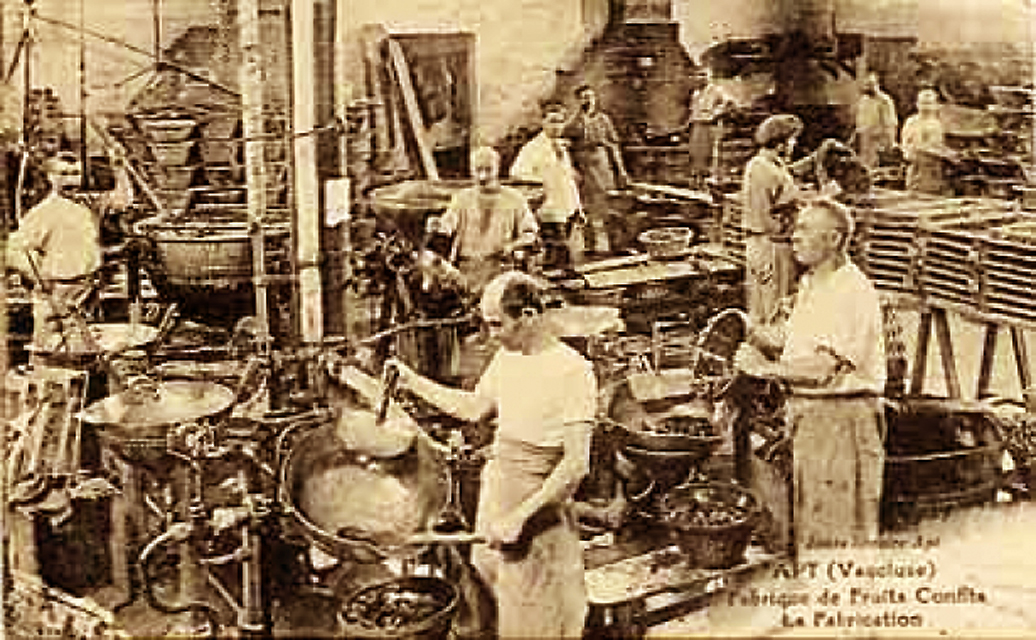
1. Glaçage des fruits confits en bassines de cuivre
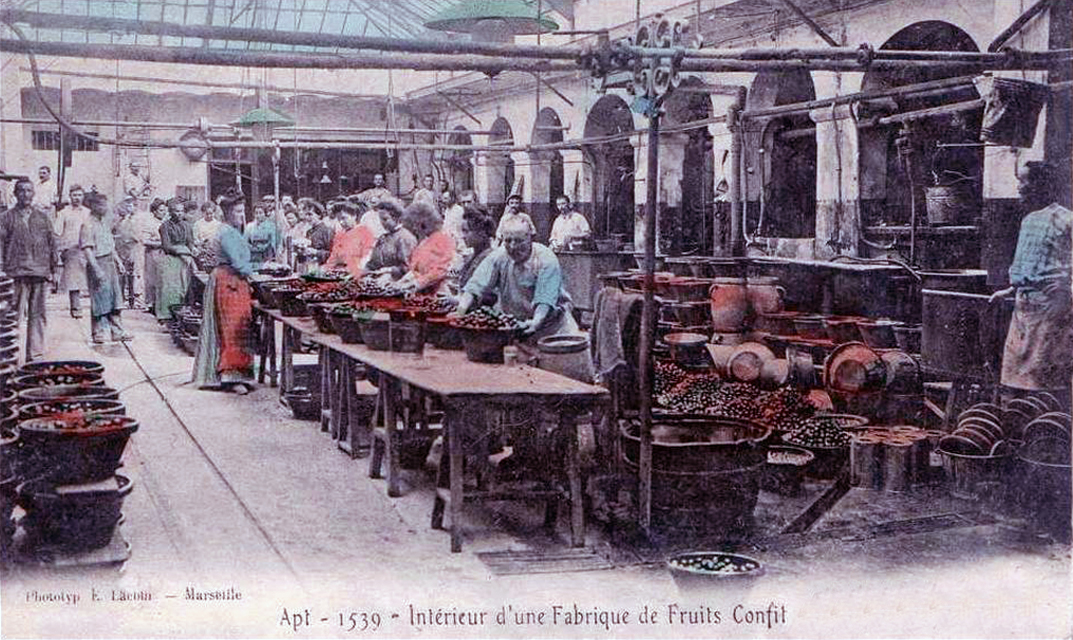
2. Stockage en toupins de terre cuite des cerises confites
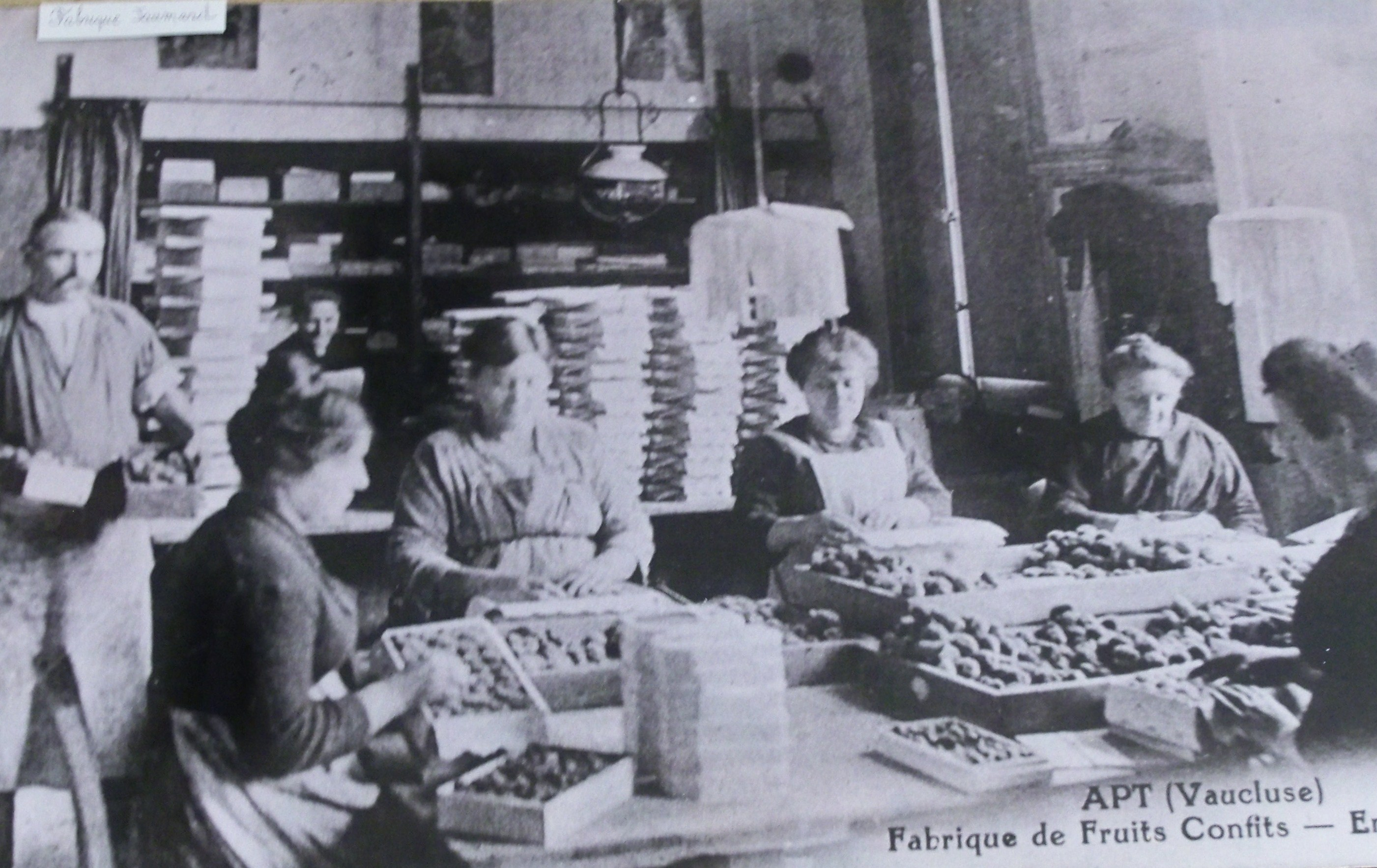
3. Mise en boîte des fruits confits
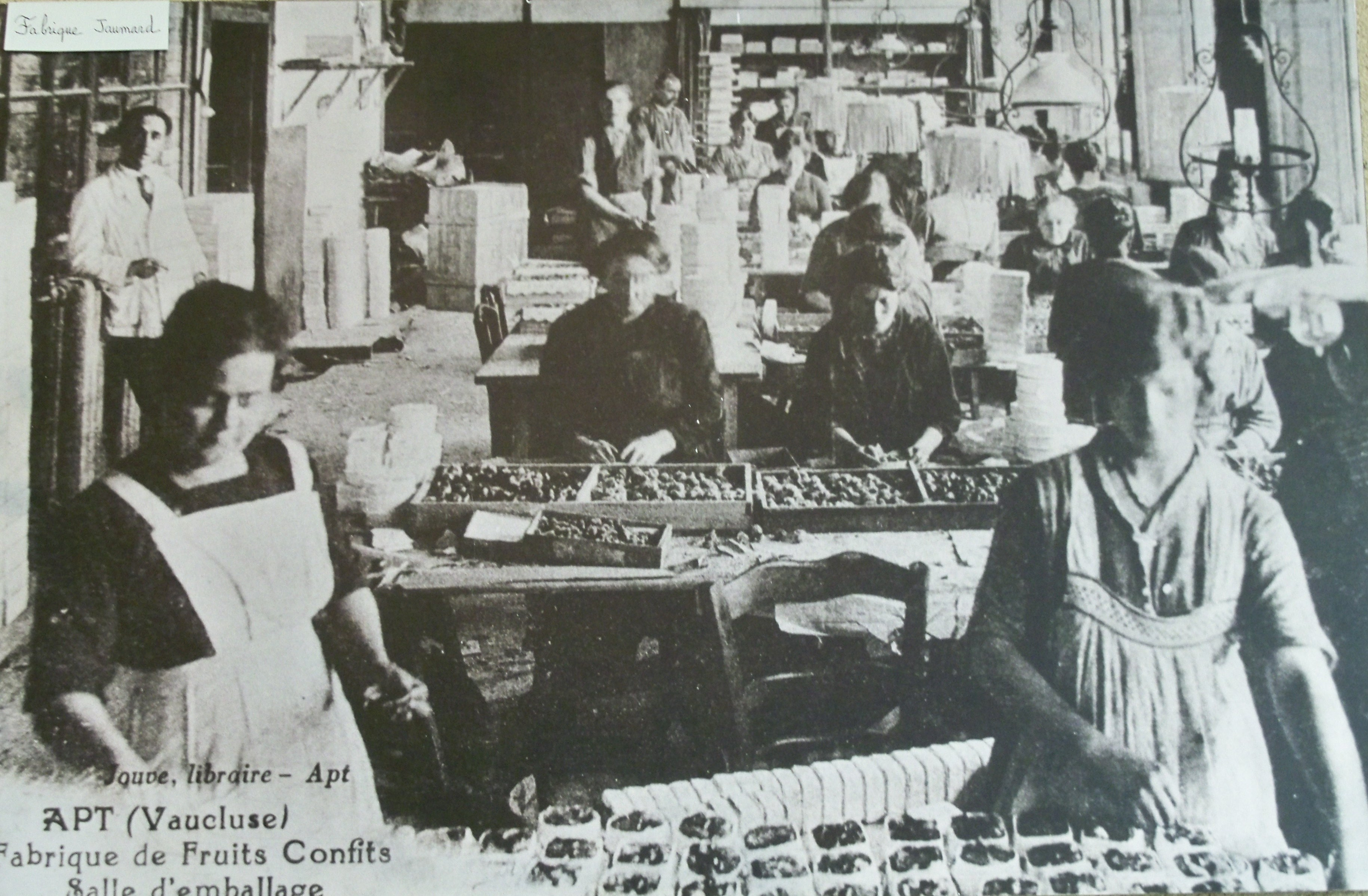
4. Emballage des fruits confits
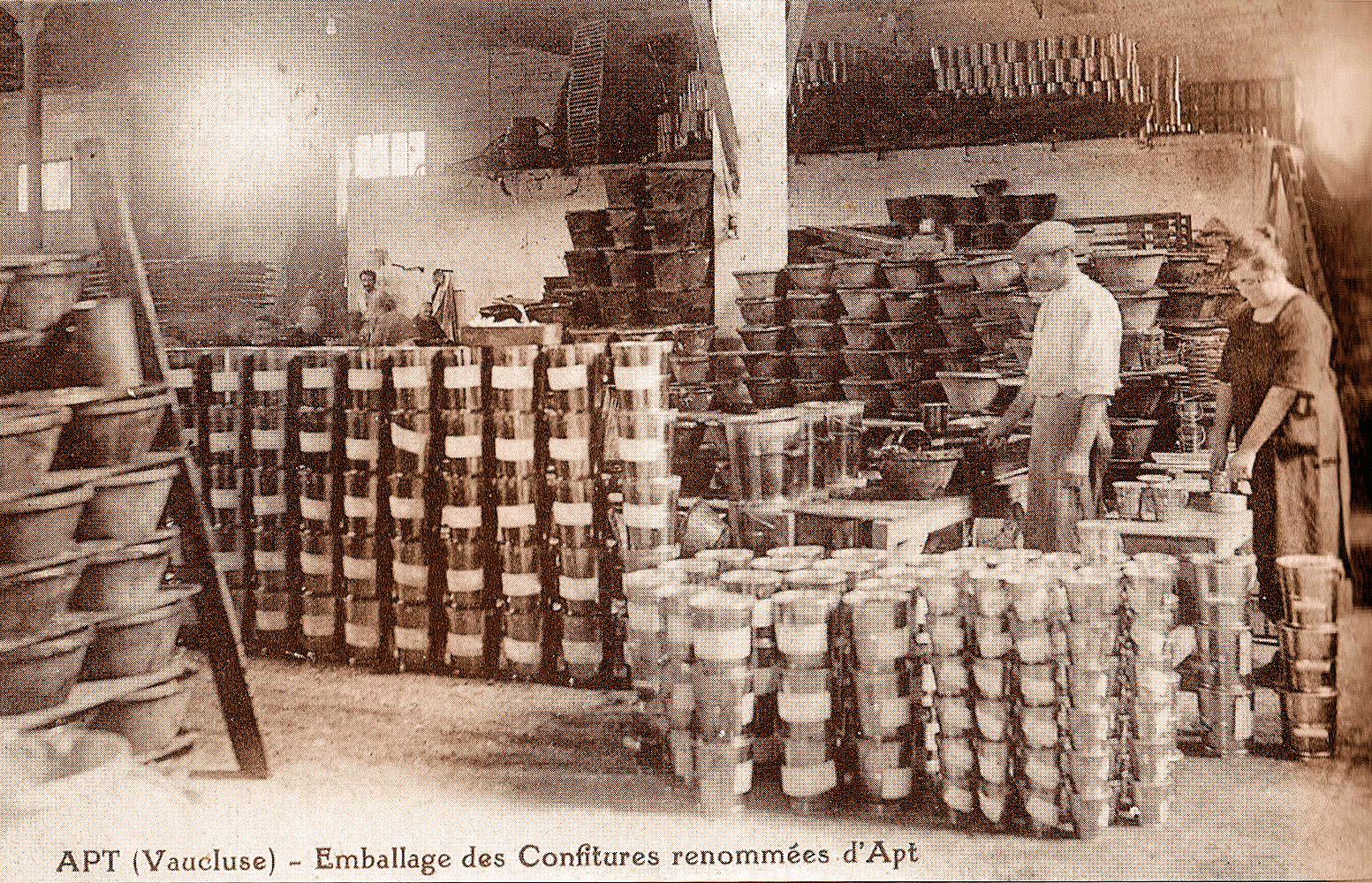
5. Conditionnement pour la pâtisserie en seaux de 10 kg

André Kauffmann, conservateur des musées d'Apt, et son adjointe, Sandra Poëzevara, ont publié aux éditions Alan Sutton, un ouvrage intitulé Apt. Seules cinq cartes postales ont été éditées au début du XXe siècle sur les usines de fruits confits. Elles sont exposées, agrandies au musée de l'aventure industrielle, dont les archives iconographiques ont été complétées par des photos issues de collections privées.
Le premier document concerne l'usine Jaumard. Le cliché a été pris en 1910 et montre, au premier plan, le glaçage des fruits confits. Au second plan, sur la partie droite, un ouvrier étale les fruits à égoutter sur des claies. Au fond, un autre ouvrier surveille la cuisson du sirop faite sur un four à feu direct.
La seconde carte postale provient de l'usine Barielle Ainé qui, en 1870, s'était installée dans l'ancien du couvent de la Visitation construit en 1661. Le cloître de celui-ci a été recouvert d'une verrière et accueille l'atelier de stockage. Avant le tri et l'emballage, les fruits confits sont placés dans des toupins de terre cuite.
Les cartes postales numérotées 3 et 4 montrent un atelier d'emballage. Elles proviennent soit de l'usine Gay, soit de l'usine Jaumard. L'emballage des fruits confits se faisait manuellement en boîte en carton ou en bois blanc. C'était un travail délicat, uniquement réservé aux femmes, qui les entreposaient dans un fond de papier dentelle ou plissé. Le seul homme présent en permanence était un contremaître chargé de superviser leur travail.
Le cliché illustrant la cinquième carte postale provient de l'usine Marliagues. Les fruits confits et confitures destinés aux collectivités, ou à la pâtisserie, sont conditionnés en seaux de 10 kg. Ce type d'emballage est resté traditionnel puisque toujours utilisé, outre les deux précédents secteurs, pour la grande distribution et l'exportation.

Collections du musée de l'aventure industrielle d'Apt
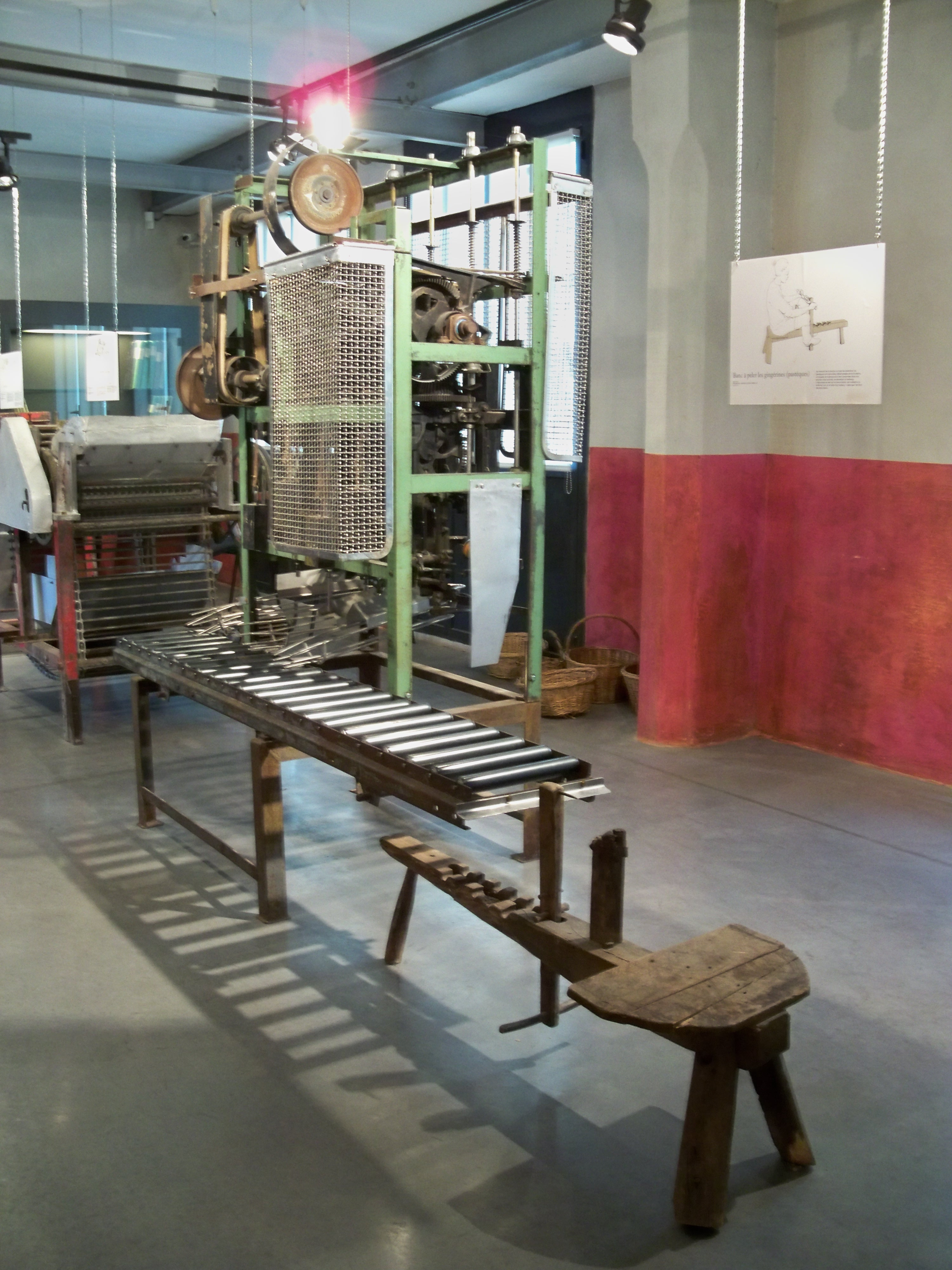
Banc à peler les melons et pastèques
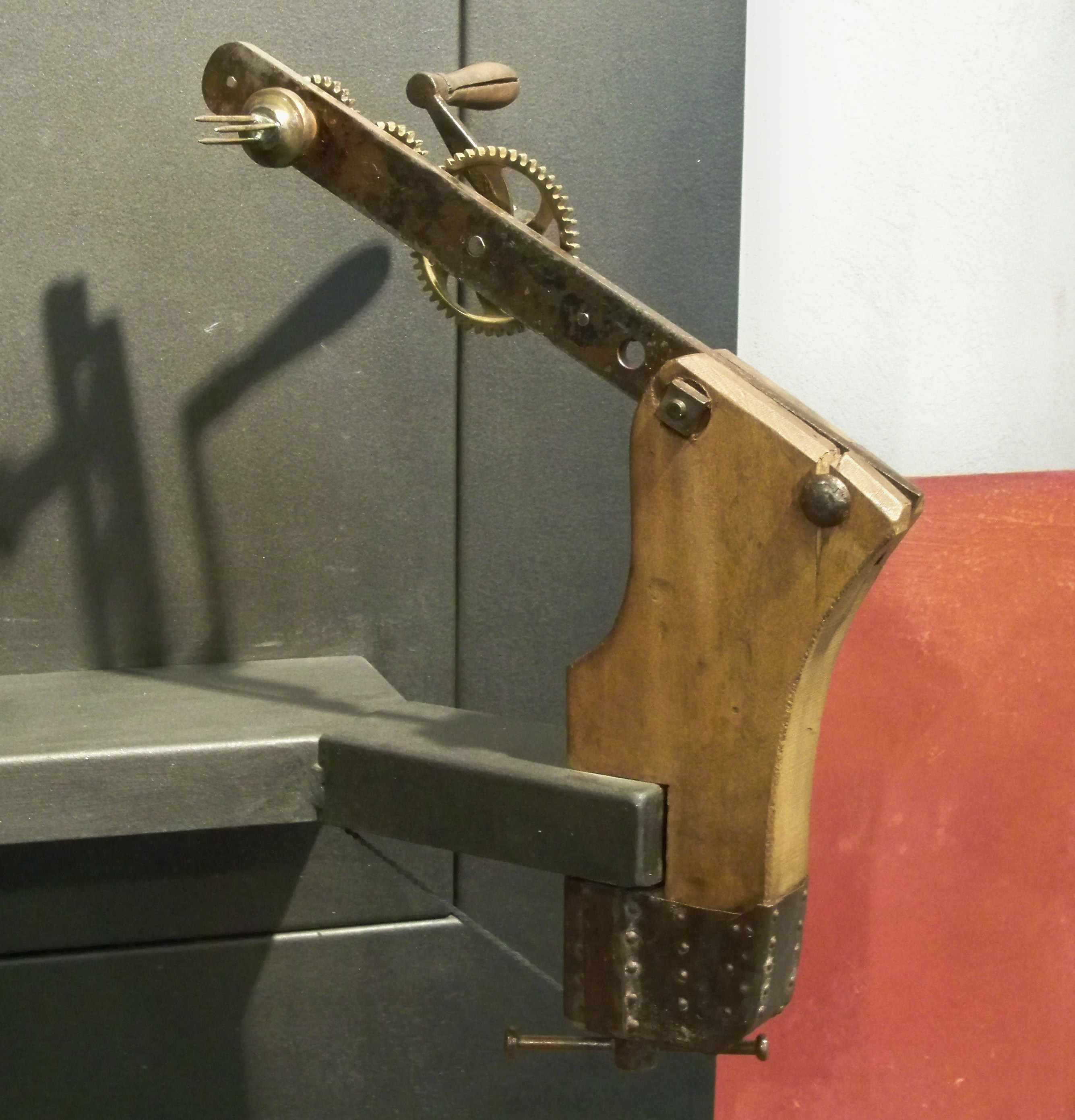
Machine à peler les oranges
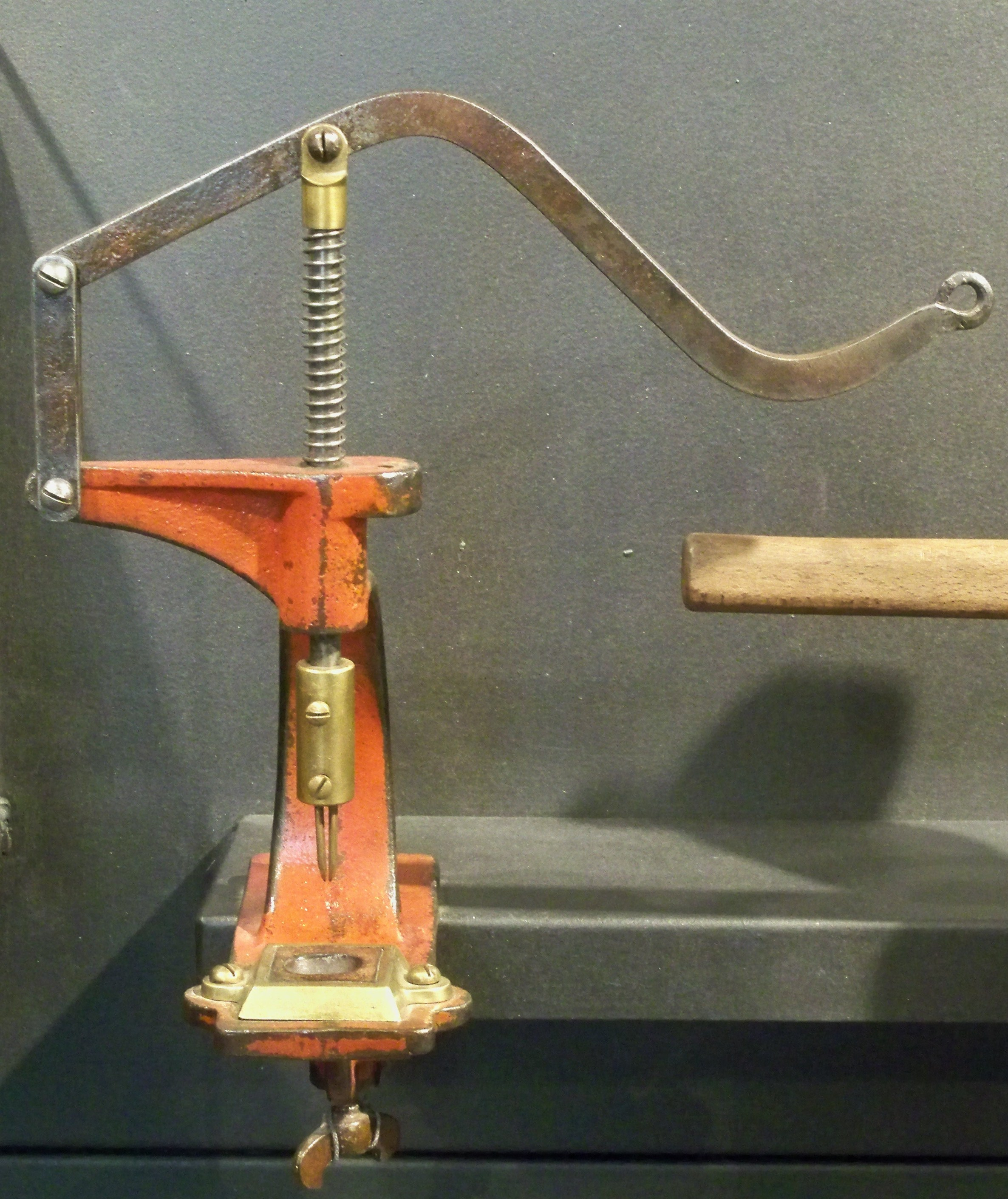
Dénoyauteur à cerise
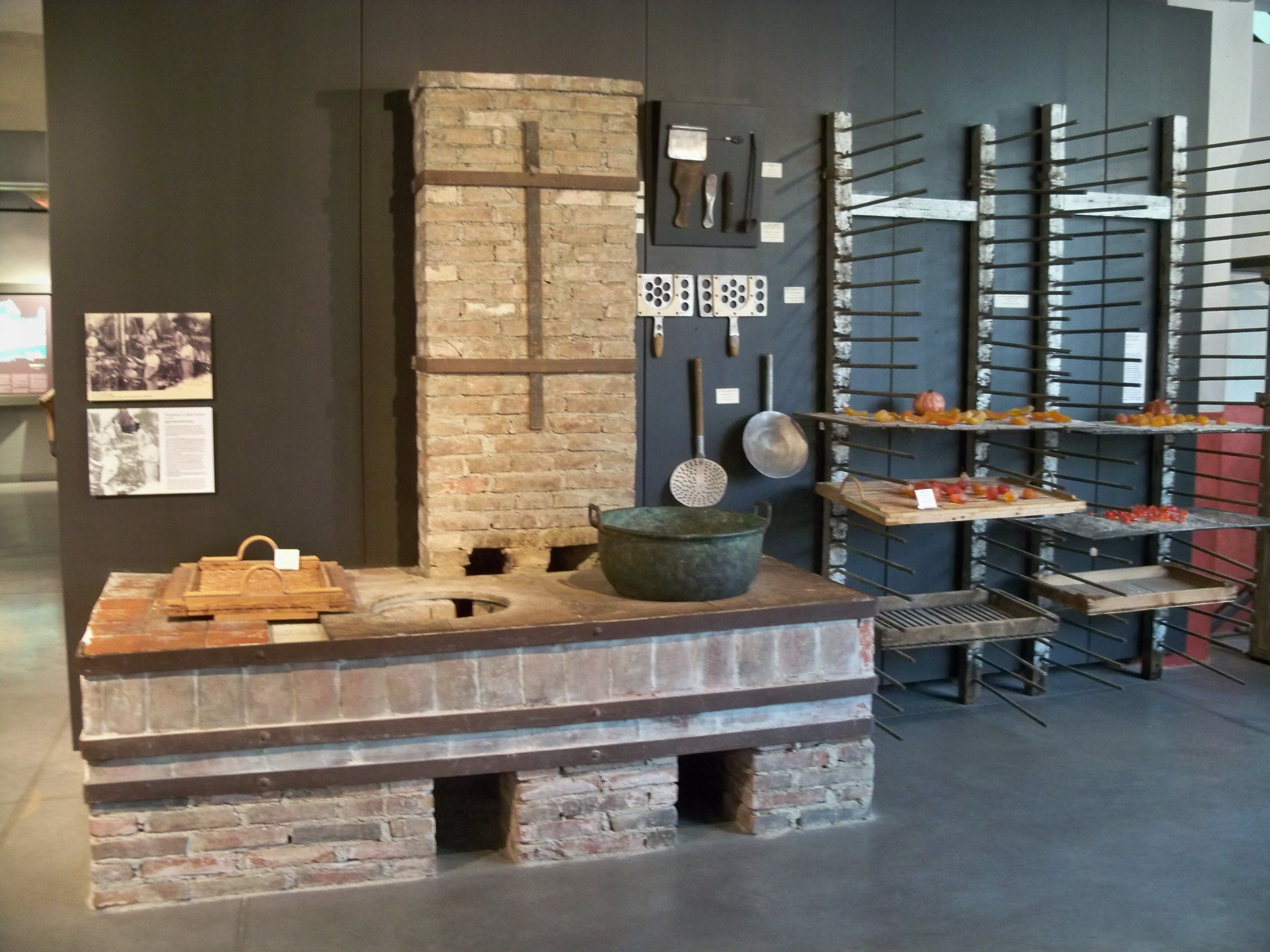
Fourneau à deux foyers pour la cuisson

## Producteurs actuels

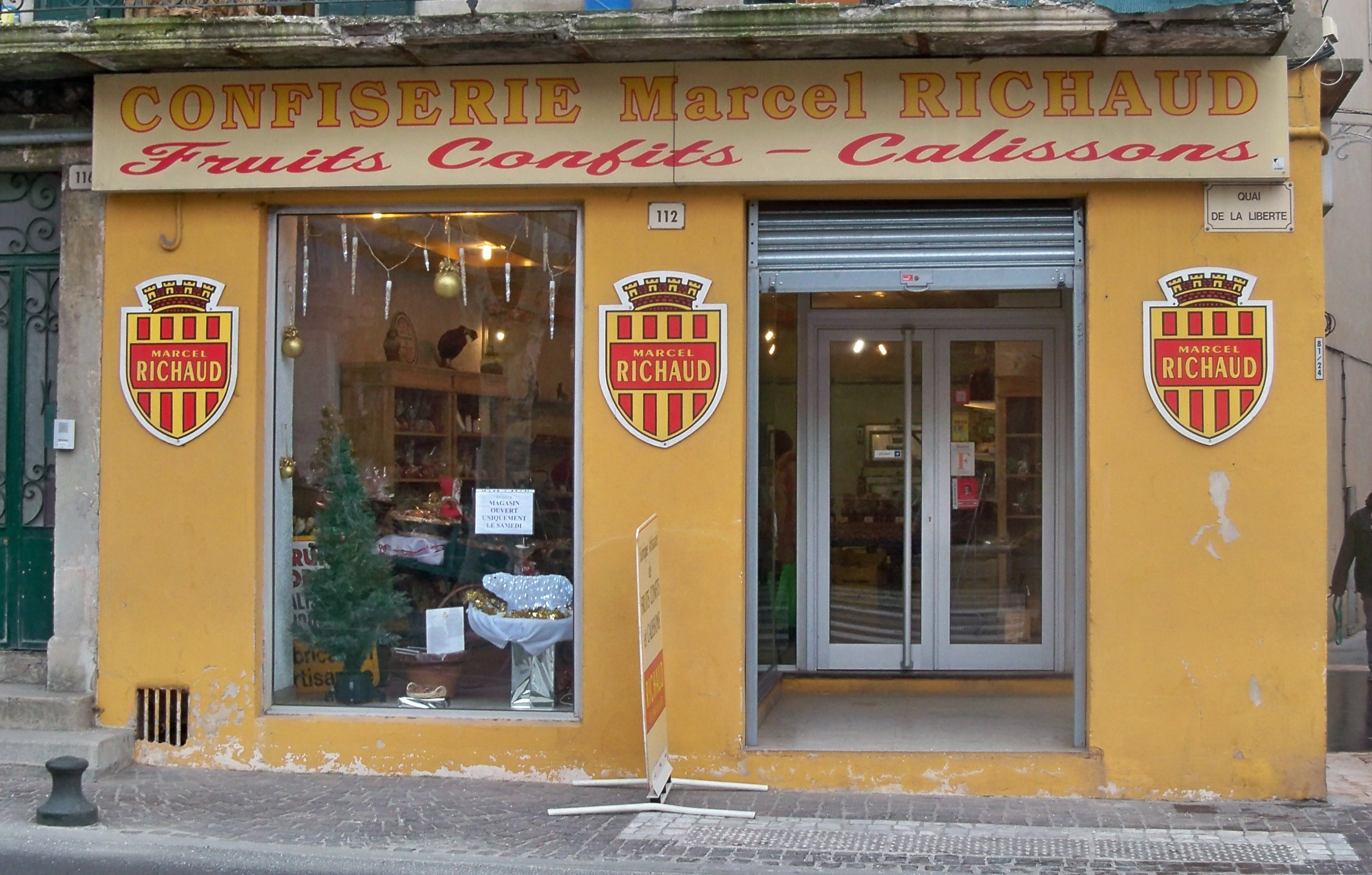
Confiserie Richaud à Apt
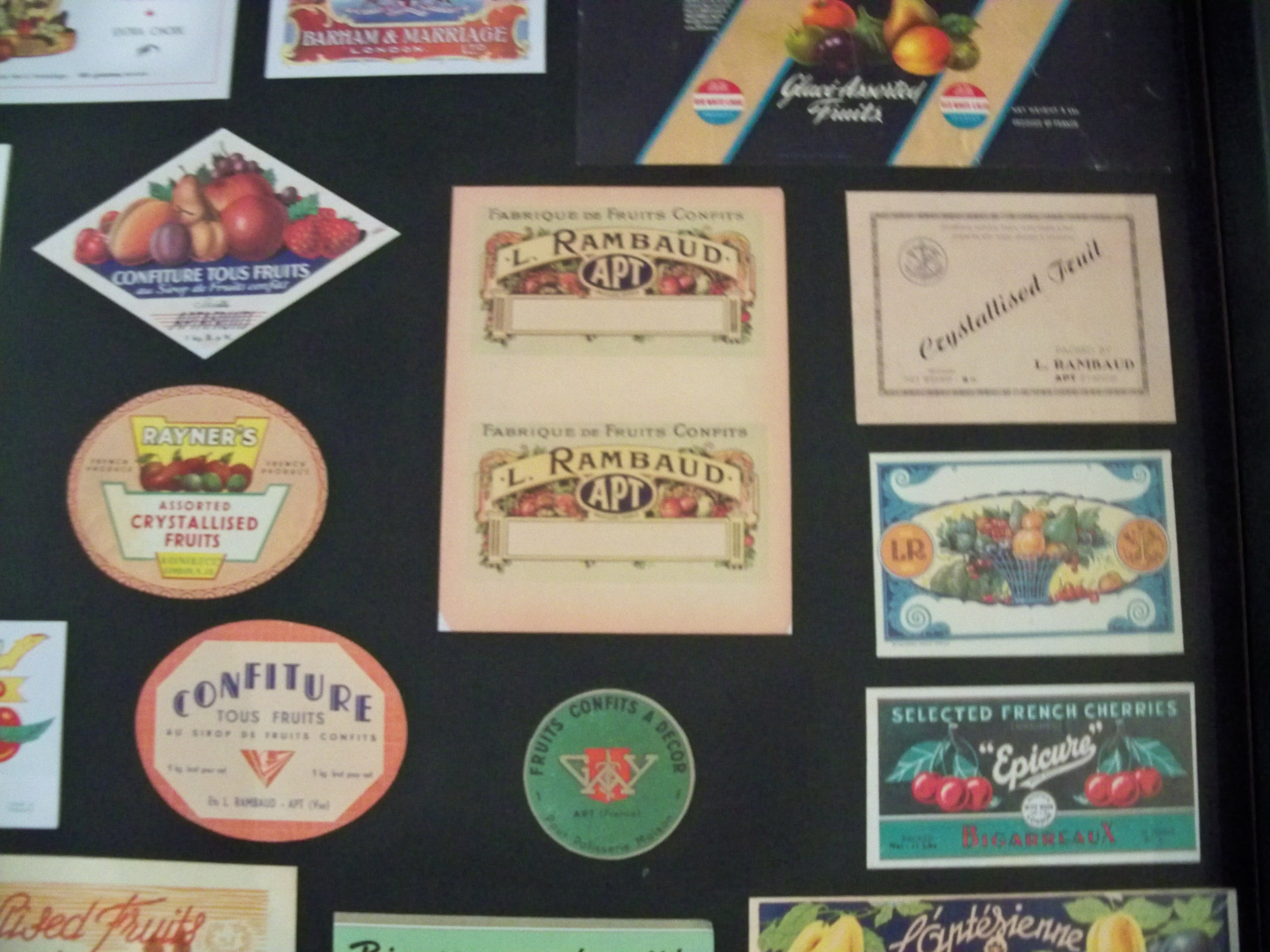
Étiquettes de confiseurs
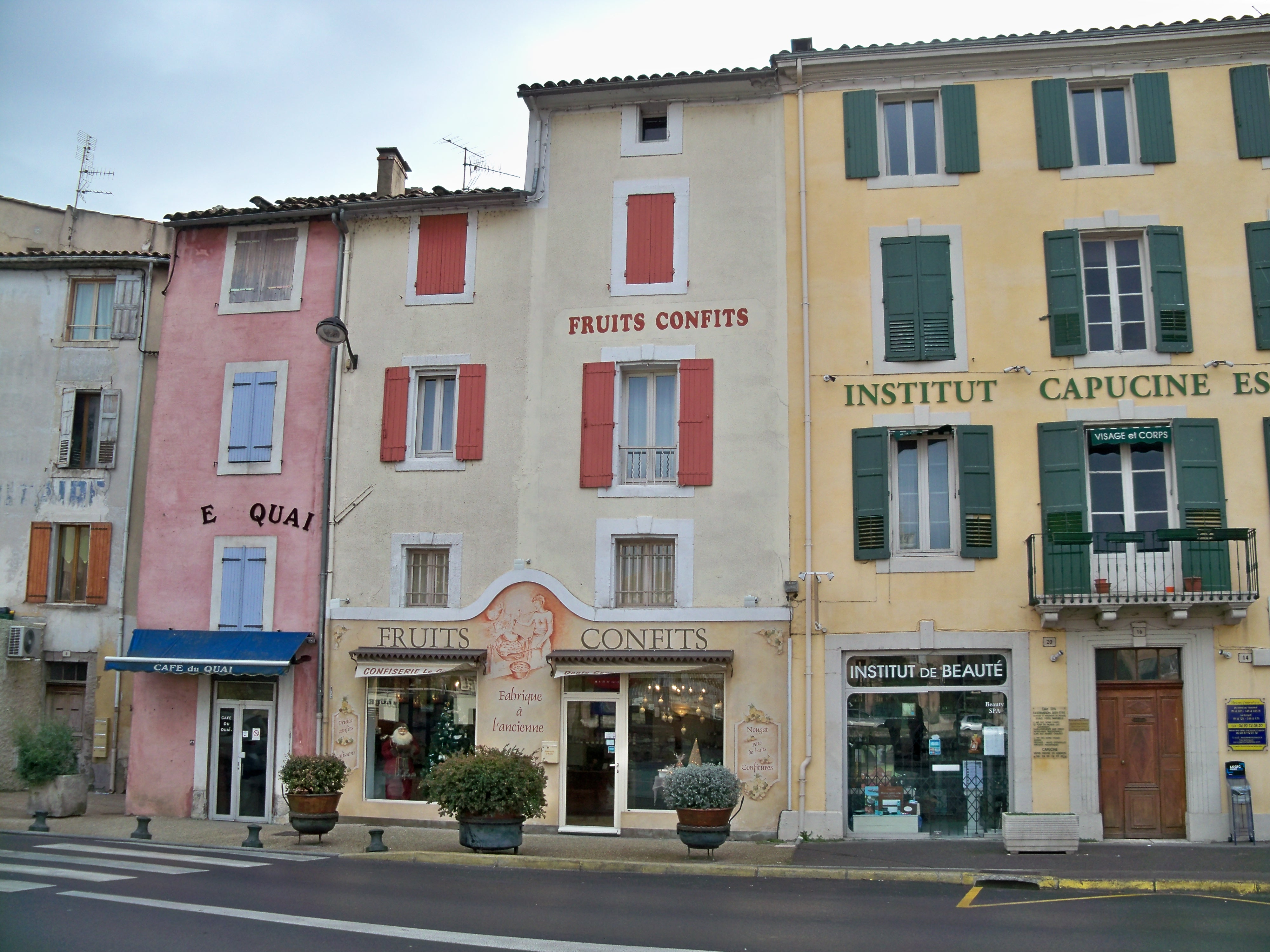
Confiserie Ceccon à Apt
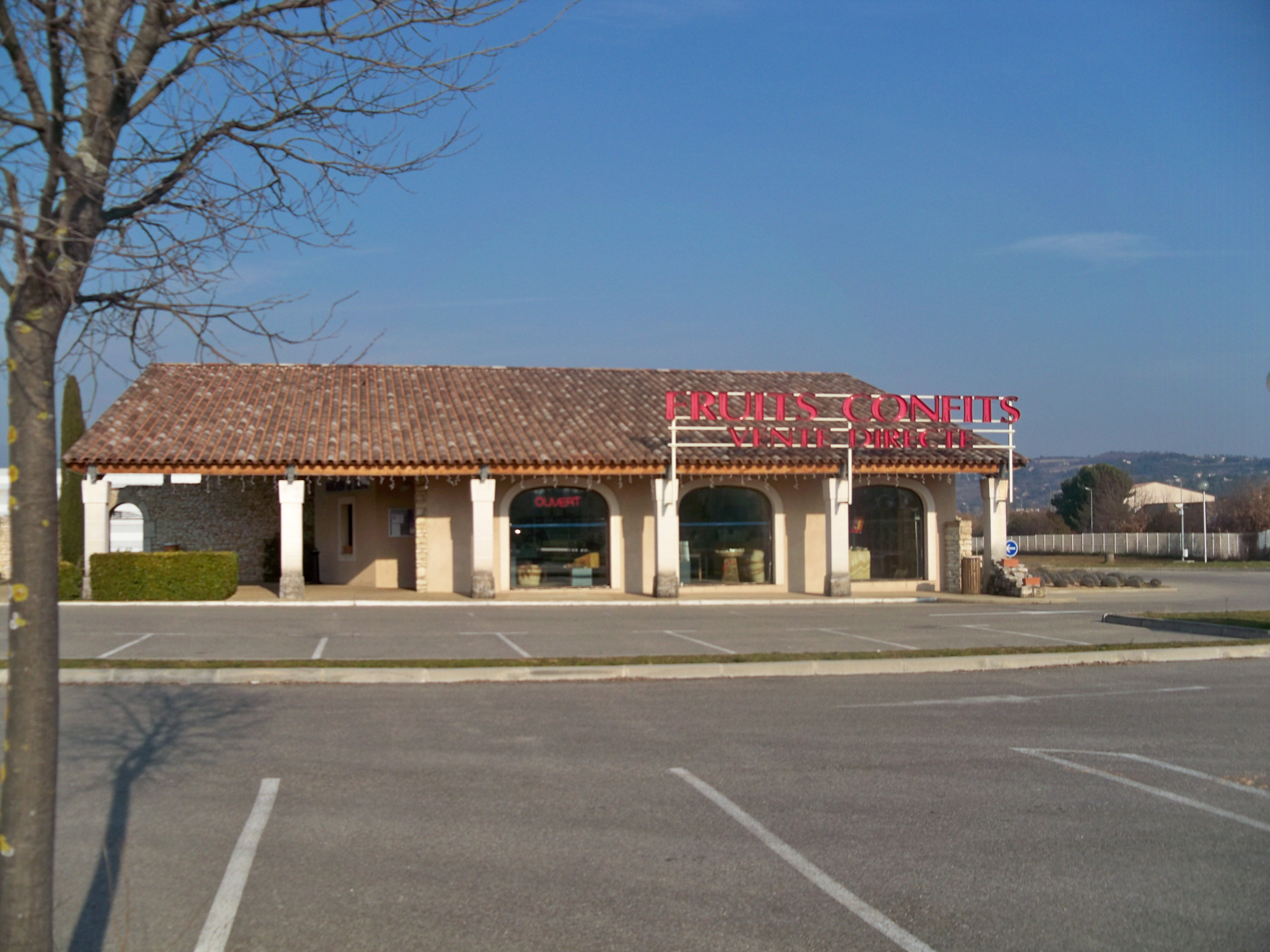
Magasin de vente de Kerry-Aptunion

Quatre confiseurs se trouvent dans le pays d'Apt, dont le leader mondial au point de vue tonnage.